# Хуліо Крісосто
Хуліо Крісосто (ісп. Julio Crisosto, нар. 21 березня 1950, Ікіке) — чилійський футболіст, що грав на позиції нападника. Відомий за виступами в низці чилійських клубів, найбільш відомий за виступами в клубі «Коло-Коло», у складі якого був чемпіоном Чилі та володарем Кубка Чилі а також національну збірну Чилі.

## Клубна кар'єра
Хуліо Крісосто народився в місті Ікіке, та є вихованцем футбольної школи клубу «Універсідад Католіка», у якій і почав дорослу футбольну кар'єру в 1969 році. У команді грав до кінця 1973 року, та вже тоді став одним із найрезультативніших гравців, відзначившись 38 забитими м'ячами в 104 проведених матчах.
На початку 1974 року Хуліо Крісосто став гравцем клубу «Коло-Коло» зі столиці країни. У перший же рік виступів у складі команди став володарем Кубка Чилі, а також став кращим бомбардиром чемпіонату, відзначившись 31 забитим м'ячем. Надалі також утримував високу результативність, і до кінця 1979 року зіграв у складі команди 171 матч, у якому відзначився 96 забитими м'ячами.
У 1980 році Крісосто перейшов до провінційної команди «Депортес Наваль», у складі якої грав до кінця 1981 року, проте вже не відзначався такою високою результативністю. У 1982 році футболіст грав у клубі «Сан-Маркос де Аріка», а закінчив виступи в клубі зі свого рідного міста «Депортес Ікіке», за яку виступав протягом 1983 року.

## Виступи за збірну
Хуліо Крісосто 1971 року дебютував в офіційних матчах у складі національної збірної Чилі. У 1973 році він грав у складі збірної у стиковому матчі відбору до чемпіонату світу 1974 року проти збірної СРСР, проте на сам чемпіонат не поїхав. У складі збірної був учасником розіграшу Кубка Америки 1975 року, де разом з командою здобув «срібло». Грав у складі національної збірної до 1977 року, загалом у складі збірної провів 26 матчів, забивши 11 голів.

## Титули і досягнення
- Чемпіон Чилі (1):

«Коло-Коло»: 1979
- Володар Кубку Чилі (1):

«Коло-Коло»: 1974
Найкращий бомбардир чемпіонату Чилі: 1974 (31 м'яч)